# Fidèle Sporer
 (avril 2016).
Fidèle Sporer, né en 1731 à Altdorf (aujourd'hui commune de Weingarten, Wurtemberg), et mort en 1811 à Guebwiller (Alsace), est un sculpteur allemand. 

## Biographie
Venant d'une famille de villageois tricoteurs de chaussettes, Fidèle Sporer s'inscrit dans l'histoire de l'art en 1762 en réalisant la chaire de l'abbatiale Saint-Martin-et-Oswald  de Weingarten. Il succéda à Joseph-Antoine Feuchtmayer sculpteur alors célèbre, et est devenu ainsi le seul artiste local représenté dans cette basilique. La chaire portée par un ange est une brillante pièce de style rococo, dans l'une des plus grandes église baroques du nord des Alpes. Le modèle en plâtre est conservé à Berlin au musée de Bode.
Après la création d'autels pour la cathédrale de Saint-Gall et du groupe des figures des hérétiques et des docteurs de l'Église dans la bibliothèque du monastère de Schussenried (1764-1766), Sporer arrive à Guebwiller en Alsace, où il aménage la nouvelle église collégiale Notre-Dame.
En Alsace, son œuvre se termine dans un style baroque.

## Galerie

Œuvres de Fidèle Sporer
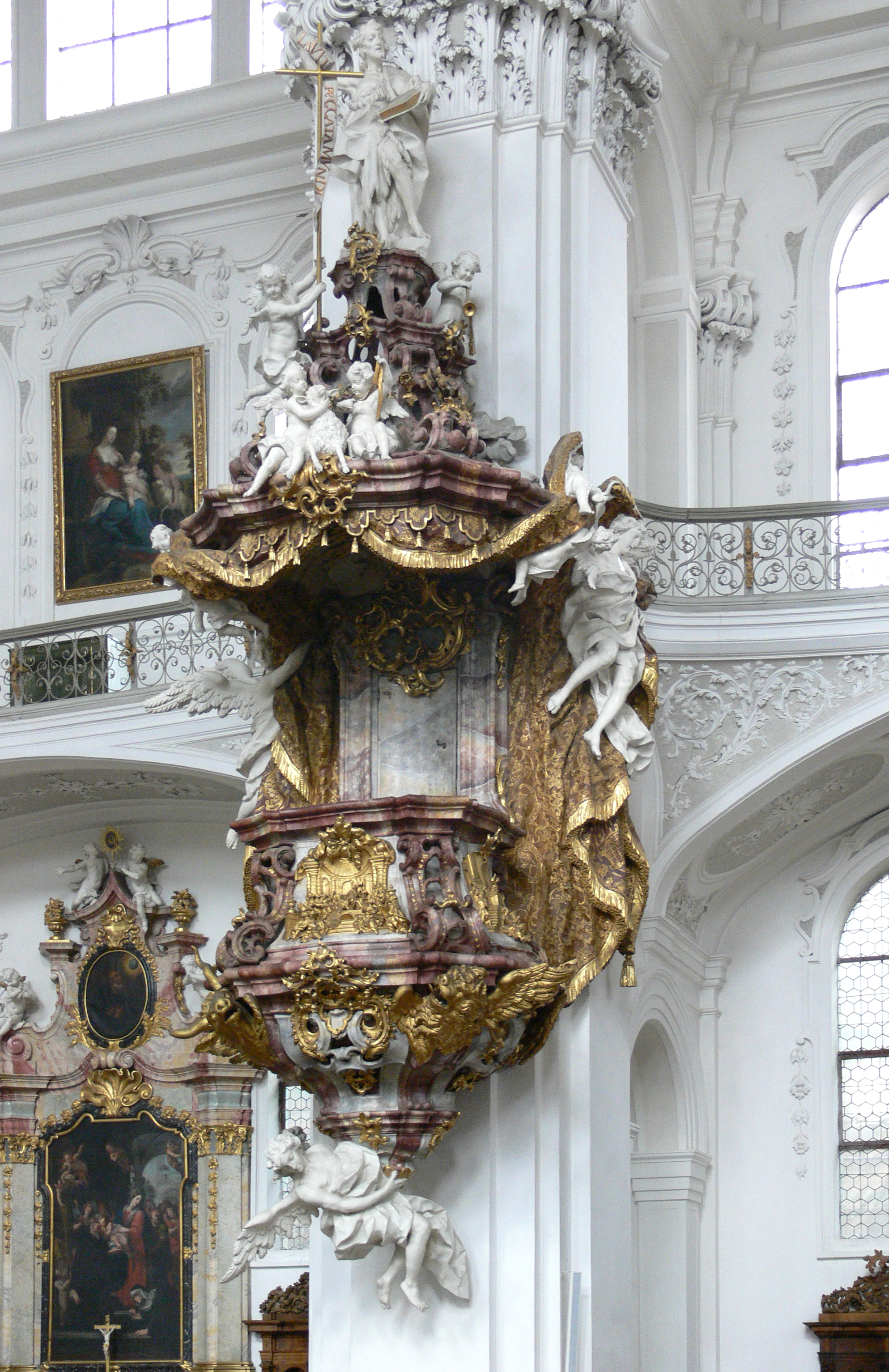
Chaire de l'abbaye de Weingarten (1762).
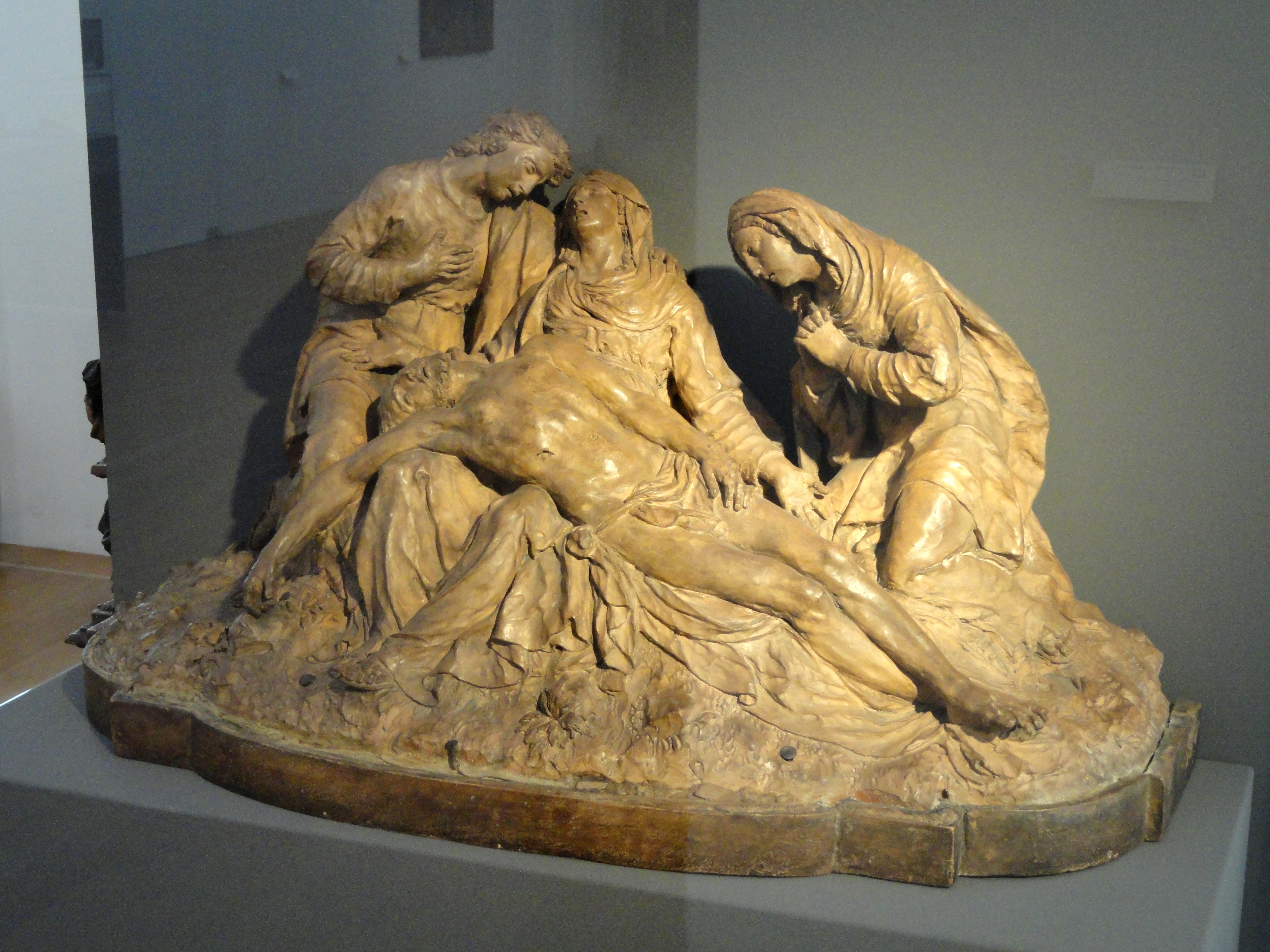
Pietà (vers 1770), Friedrichshafen, musée Zeppelin.
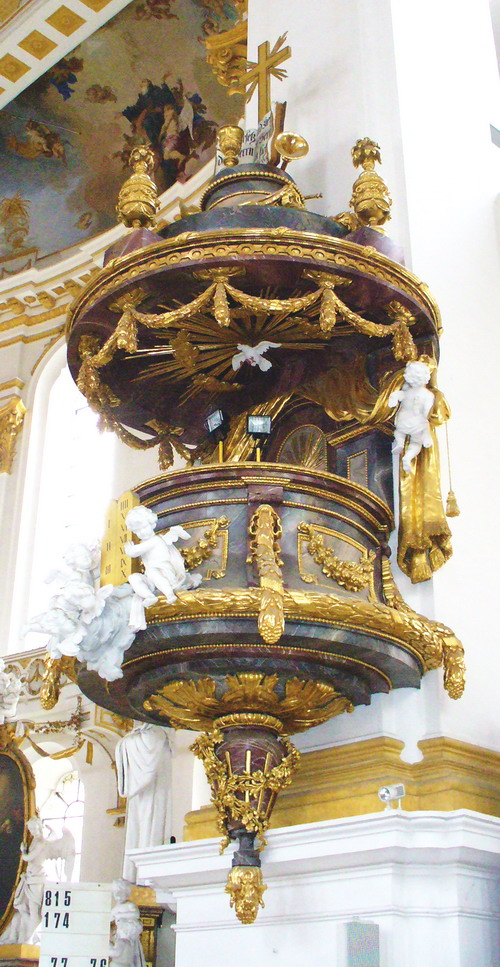
Chaire de l'abbaye de Wiblingen.